# Język nias
Język nias (Li Niha) – język austronezyjski używany w prowincji Sumatra Północna w Indonezji, przez ludność wyspy Nias i wysp Batu, u zachodniego wybrzeża Sumatry. Jest głównym językiem grupy etnicznej Nias.
Według danych z 2000 roku posługuje się nim ok. 770 tys. osób. Dzieli się na trzy dialekty (północny, centralny, południowy), czasem wyróżnia się też dialekty zachodni i północno-zachodni. Różnice między nimi dotyczą cech wymowy i leksyki, w pewnym zakresie również morfosyntaktyki. Odmiana z wysp Batu to zasadniczo dialekt południowy. Funkcję lingua franca pełni dialekt północny, który uchodzi za prestiżowy i ma największą liczbę użytkowników. Odmiana z rejonu miasta Gunungsitoli została wypromowana przez niemieckich misjonarzy jako język literacki.
Jest powszechnie używany w różnych sferach życia, na terenie całej wyspy Nias. W użyciu jest także język indonezyjski, który jest wykorzystywany w edukacji.
Ze względu na swoją izolację geograficzną jest dość odrębny od pozostałych języków austronezyjskich. W dużym stopniu zdołał się oprzeć wpływom innych języków. Został sklasyfikowany wraz z językami innych wysp u zachodniego wybrzeża Sumatry (simeulue, sikule, mentawai, enggano) oraz językami batackimi, przy czym wewnętrzna spójność takiej postulowanej grupy budzi wątpliwości. W  szczególności bliski związek genealogiczny miałby łączyć nias z sikule.
Istnieje dość obszerny zasób materiałów nt. tego języka, w dużej mierze przygotowanych przez misjonarzy w XIX i XX w. Początkowo badaniem języka nias zajmowali się autorzy zachodni (J.W. Thomas, E.A. Taylor Weber, Heinrich Sundermann). Pierwszy słownik, omawiający dialekt północny, ukazał się w 1887 roku (Niasch-Maleisch-Nederlandsch woordenboek). Dialektowi północnemu poświęcono również wczesne opracowanie gramatyczne (Niassische Sprachlehre, 1913) . W 1905 r. ukazał się słownik nias-niemiecki (Niassisch-deutsches Wörterbuch) . W swoich publikacjach H. Sundermann zdołał uwzględnić pewne dane z dialektu południowego, w ramach współpracy z innymi misjonarzami (H. Lagemann, W. Frickenschmidt). Antropolog Willem Steinhart zebrał dużą ilość materiałów tekstowych z różnych zakątków wyspy (1934, 1937, 1950–1951, 1954).
Dialekt południowy został bliżej opisany w postaci opracowania z 2001 roku (A grammar of Nias Selatan) . W języku indonezyjskim wydano opis gramatyczny Struktur bahasa Nias (1983) , a także szereg słowników: Li Niha ba li Indonesia (1982), Kamus Nias-Indonesia (1985), Kamus Li Niha / Nias-Indonesia (2011). Słownik z 1985 r., sporządzony przez rodzimą użytkowniczkę języka, podaje dane z dwóch obszarów dialektalnych (północnego i południowego) i zawiera dużą ilość przykładów zdań.
W piśmiennictwie stosuje się alfabet łaciński. Konwencje ortografii nias (zarówno dialektu północnego, jak i południowego) odwołują się do cech odmiany północnej.